# Tinejdad
Tinejdad ou Afrekla (em árabe: تنجداد) é uma cidade e município do sul de Marrocos, que faz parte da província de Errachidia e da região de Meknès-Tafilalet. Em 2004 tinha 7 494 habitantes e estimava-se que em 2012 tivesse 9 105 habitantes.
A cidade situa-se num dos oásis do Tafilalt no vale do Todgha e é atravessada pela estrada N10, que liga Ouarzazate a Arfoud (via Jorf) e Errachidia (via Goulmina). Encontra-se 22 km a sudoeste de Goulmina, 90 km a oeste de Arfoud, 80 km a sudoeste de Errachidia, 67 km a oeste de Jorf, 53 km a leste de Tinghir e 215 km a de Ouarzazate. Nas proximidades existem vários oásis verdejantes além do de Tinejdad.
Grande parte dos ksars (povoados fortificados construídos em barro seco) existentes no vale estão desabitados e em ruínas, e alguns praticamente desapareceram. Uma exceção é um Ksar El Jhorbat, construído em meados do século XIX e restaurado e mantido por uma associação de desenvolvimento local fundada pelo autor de guias de viagem espanhol Roger Mimó. Ali funciona um hotel, um pequeno centro cultural, de artesanato e o "Museu dos Oásis", onde estão expostos artefactos e fotografias que mostram o quotidiano tradicional nos oásis da região.
O nome Tinejdad é de origem berbere e é composto por "tin", que significa "de" ou "aquele dos" e "jdad" ou "ijdad", que significa "aves", ou seja Tinejdad significa "das aves", que tem origem no facto do oásis ter sido um refúgio para inúmeras aves vindos um pouco de toda a parte.[a]